# Escarramán
Escarramán. Nombre propio de un personaje del hampa sevillana, a partir de 1588 da nombre a un baile, el escarramán, versión lasciva (y prohibida) de la zarabanda.
Sobre la figura del personaje real, del que se sabe muy poco, distintos clásicos han creado el arquetipo del rufián, del jaque, valiente pero amoral.
Estudiado por distintos especialistas, desde Francisco Rodríguez Marín hasta Elena Di Pinto, se desprende de los trabajos de esta última que existe todo un corpus escarramanesco en obras donde Escarramán aparece ya sea como figurante, ya sea como baile, y en un periodo muy concreto: desde finales del siglo XVI a principio del XVIII. Testigos de esa tradición son personajes del mismo corte y con el nombre de Escarramán que aparecen en las Jácaras de Quevedo, sucesivas versiones a lo divino de Lope de Vega y un entremés de Cervantes, El rufián viudo llamado Trampagos, quien también menciona el baile en su entremés La cueva de Salamanca aseverando que su origen fue en el infierno. Escarramán también aparece en el entremés anónimo La cárcel de Sevilla (atribuido también a Cervantes ). Se vuelve verso en las obras de Antonio Hurtado de Mendoza y Alonso de Ledesma y a partir de 1620 es el personaje principal de El gallardo Escarramán, de Salas Barbadillo, y de dos obras manuscritas, la comedia burlesca Los celos de Escarramán y el auto sacramental Auto de Escarramán que hasta el 2005 permanecieron inéditas.
La etimología del término escarramán es todavía incierta.

## Fuente Principal
- Elena Di Pinto, La tradición escarramanesca en el teatro del Siglo de Oro, Colección Biblioteca Áurea Hispánica, n.º 35, Madrid-Frankfurt am Main, Iberoamericana-Vervuert, 2005.